# تپه سنقرآباد
تپه سنقرآباد مربوط به دوره اشکانیان - دوره قاجار است و در شهرستان کرمانشاه، روستای سنقرآباد واقع شده و این اثر در تاریخ ۷ مهر ۱۳۸۱ با شمارهٔ ثبت ۶۴۶۱ به‌عنوان یکی از آثار ملی ایران به ثبت رسیده است.